# Cents-Hamm vasútállomás
Cents-Hamm vasútállomás Luxemburgban, Luxembourg településen található.

## Vasútvonalak
Az állomást az alábbi vasútvonalak érintik:
- Luxemburg–Wasserbillig-vasútvonal

## Kapcsolódó állomások
A vasútállomáshoz az alábbi állomások vannak a legközelebb:
- Luxemburg vasútállomás
- Sandweiler-Contern vasútállomás